# ایگناسیو زوکو

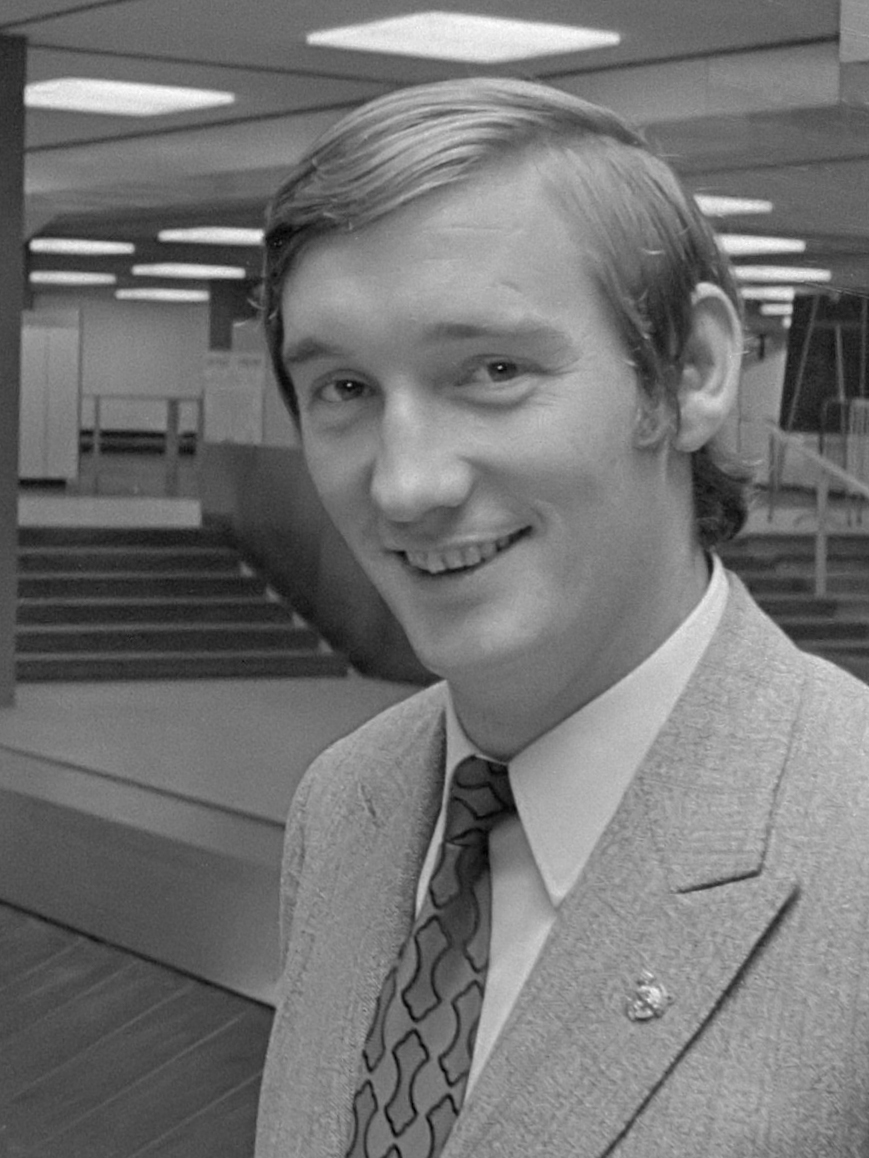
ایگناسیو زوکو

ایگناسیو زوکو  (به اسپانیایی: Ignacio Zoco) بازیکن فوتبال اهل اسپانیا است که از سال ۱۹۶۱ تا ۱۹۶۹ میلادی عضو تیم ملی فوتبال اسپانیا بوده و در ۲۵ بازی ملی حضور داشته‌است. او در بازی‌های ملی‌اش ۱ گل به ثمر رساند.